# Хельмерс, Кнут
Кнут Хельмерс (норв. Knut Jøran Helmers; 7 февраля 1957 — 15 апреля 2021) — норвежский шахматист, международный мастер (1979).
Двукратный чемпион Норвегии (1976, 1977). Победитель турнира северных стран 1981 года в Рейкьявике.
Многократный участник различных соревнований в составе национальной сборной по шахматам:
- 5 олимпиад (1976—1984). В 1980 и 1982 гг. играл на первой доске.
- 2 Кубка северных стран (1976—1977). В 1976 году сборная Норвегии выиграла золотые медали.
- 22-й Кубок Клары Бенедикт (1977) в г. Копенгагене.
- 1-я Телешахолимпиада (1977/1978).

## Изменения рейтинга
| Графики недоступны из-за технических проблем. См. информацию на Фабрикаторе и на mediawiki.org. |